# Балабух Юзеф Іванович
Балабух Юзеф Іванович (1921 — 16 травня 1974) — старший сержант Робітничо-селянської Червоної Армії, учасник Другої світової війни, Герой Радянського Союзу (1945).

## Біографія
Юзеф Балабух народився в 1921 році в селі Кетроси (нині — Довжок Ямпільського району Вінницької області). Українець. Після отримання неповної середньої освіти працював в колгоспі «Передовик».
У липні 1941 року Вінницька область була окупована німецькими військами. До березня 1944 року проживав на окупованій території. 27 березня 1944 року, коли Ямпільський район був звільнений радянськими військами, Балабух був мобілізований до лав Робітничо-селянської Червоної Армії Ямпольським районним військовим комісаріатом. З 1 квітня 1944 року — на фронтах Німецько-радянської війни. Брав участь в боях в 1-му і 2-му Українському фронтах, Яссько-Кишинівській, Сандомирско-Сілезької, Нижньо-Сілезької операціях, форсуванні Одера, Берлінської операції. В ході останньої особливо відзначився. На той час старший сержант Юзеф Балабух був помічником командира взводу 399-го стрілецького полку 111-ї стрілецької дивізії 52-ї армії 1-го Українського фронту.
16 квітня 1945 року дивізія, у складі якої брав участь у Берлінській операції Балабух, завдала допоміжного удару в напрямку на Дрезден і вела бої в районі Герліц — Шпремберг. Увечері 16 квітня на північний захід від села Ной-Крауше німецькі війська ввели в бій великі танкові з'єднання з десантами, які атакували позиції 399-го стрілецького полку. Коли командир взводу не міг далі виконувати свої обов'язки, Балабух замінив його. У бою за допомогою протитанкової гранати і пляшки із запальною сумішшю знищив танк, а також вогнем з автомата знищив 17 солдатів і офіцерів противника, що відступали. В ході стримування другої контратаки вогнем з кулемета і за допомогою гранат знищив 35 німецьких солдатів і офіцерів. Під час стримування третьої контратаки Балабух, висунувшись вперед бойових порядків взводу, двома влучними пострілами з протитанкової рушниці підпалив бронетранспортер. У бою отримав шість осколкових поранень з переломом лівої руки, після чого став відповзати до своїх товаришів. Коли Балабух був атакований групою німецьких автоматників, які намагалися захопити його в полон, він особисто знищив 6 солдатів противника. В кінці бою Балабух знепритомнів і був відправлений в госпіталь.
Указом Президії Верховної Ради СРСР від 27 червня 1945 року за «відвагу і героїзм, виявлені в Берлінській операції» старший сержант Юзеф Балабух відзначений званням Героя Радянського Союзу з врученням ордена Леніна і медалі «Золота Зірка» за номером 8678. Був також нагороджений орденом Слави 3-го ступеня і низкою медалей.
У 1945 році був демобілізований. Жив у рідному селі, працював в колгоспі комірником зерноскладу. Дружина — Галина Францівна. Діти — Казимир, Броніслав, Людмила. Помер 16 травня 1974 року, похований в рідному селі. На могилі встановлено пам'ятник.